# Kopiec Kościuszki w Krakowie
Kopiec Kościuszki – jeden z pięciu kopców krakowskich, poświęcony Tadeuszowi Kościuszce, znajduje się na Górze św. Bronisławy w zachodniej części Krakowa na terenie Dzielnicy VII Zwierzyniec.
Kopcem Kościuszki w Krakowie od czasu budowy w latach 1820–1823 nieprzerwanie zarządza Komitet Kopca Kościuszki w Krakowie ustanowiony w 1820 roku. Siedziba komitetu wraz z wystawami znajduje się w części poaustriackiego Fortu nr 2 „Kościuszko”, gdzie obecnie gospodaruje w trzech jego obiektach:
- Bastion V – wystawa / muzeum kościuszkowskie, gdzie znajdują się dwie wystawy: „Kościuszko – Rozdział I” oraz „Kopce Krakowskie”;
- Kaponiera południowa – gdzie znajdują się dwie wystawy: galeria figur woskowych „Polaków drogi do wolności” oraz „Twierdza a Miasto Kraków – 1846–1918”;
- Kurtyna I – V południowa – Centrum Wystawienniczo-Konferencyjne im. T. Kościuszki – miejsce wystaw czasowych, wystawa interaktywna zorganizowana z Politechniką Krakowską zatytułowana „Żywe Konstrukcje” a także wystawa z Muzeum Armii Krajowej pn. „Życie codzienne I Korpusu PSZ w obiektywie Karola Bieniaka” oraz wystawa zorganizowana przez Instytut i Muzeum Historii Wojen Ministerstwa Obrony w Budapeszcie pn. „Węgierscy żołnierze na wschodnim froncie 1914–1916”.

Przy kopcu funkcjonuje Muzeum Kościuszkowskie.
Kopiec ma połączenie autobusowe z centrum Krakowa. Z wyjątkiem kilku dni w roku, zwiedzanie objęte jest opłatą.

## Historia kopca

### Budowa
Od śmierci w 1817 r. narastał kult bohatera narodowego – Tadeusza Kościuszki. Szczególną estymą cieszył się on w Krakowie, mieście, z którym był związany i w którym spoczęły jego zwłoki. Opinia publiczna domagała się wzniesienia monumentu upamiętniającego Naczelnika, rozpoczynając zbiórkę pieniędzy na ten cel. Nie potrafiono się jednak zdecydować, jaki sposób uczczenia byłby odpowiedni. Ostatecznie zdecydowano usypać kopiec na kształt istniejących w Krakowie od prawieków kopców Krakusa i Wandy. Stawiano je za wzór trwałości i niezniszczalności, podkreślano, że zostały one wzniesione wspólnym wysiłkiem całego ludu, i że takiej budowli nie zdołają obalić wrogowie. Decyzję tę zatwierdził w lipcu 1820 r. Senat Rządzący Wolnego Miasta Krakowa. Jako miejsce budowy wybrano Wzgórze św. Bronisławy na zachód od miasta.
Uroczyste rozpoczęcie sypania kopca 16 października 1820 r. stało się wielkim wydarzeniem, przyciągnęło wielu Polaków, także spoza granic Rzeczypospolitej Krakowskiej: weteranów powstań, chłopów, młodzieży. W trakcie trwającej trzy lata budowy znaczną część prac wykonali ochotnicy, symboliczny chociażby udział w sypaniu stał się patriotycznym obowiązkiem, brali w nim udział nawet cudzoziemcy odwiedzający miasto. Ostatecznie, mimo problemów technicznych i finansowych, budowę zakończono 25 października 1823 r. Usypany kopiec miał 80 m średnicy podstawy, 8,5 m średnicy u wierzchołka i wysokość 34,1 m, zaś jego objętość obliczono na ok. 64 100 m³.

### Dalsze losy

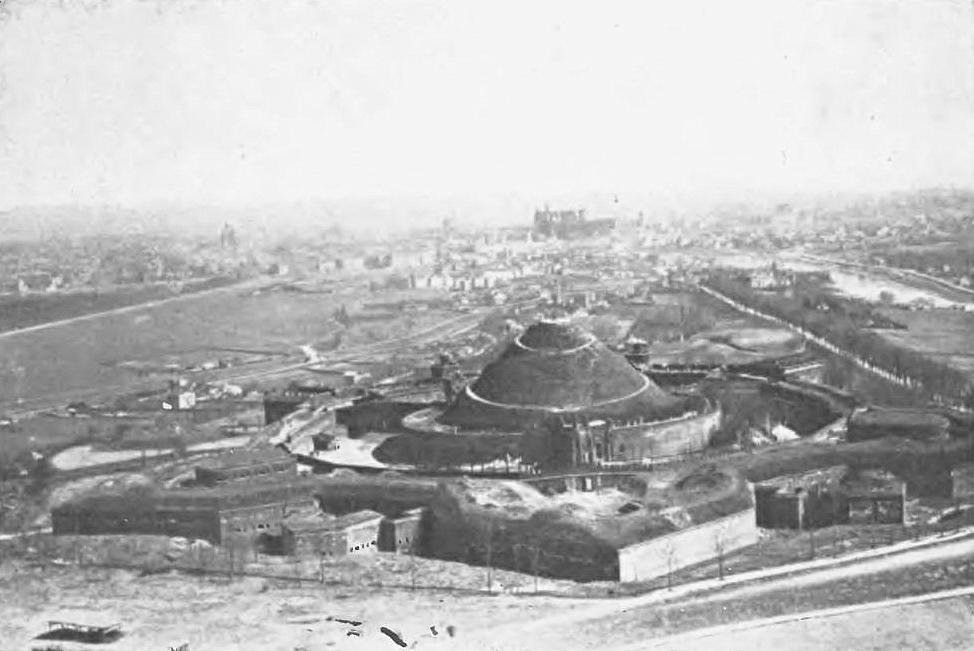
Kopiec Kościuszki z lotu ptaka (przed 1929)

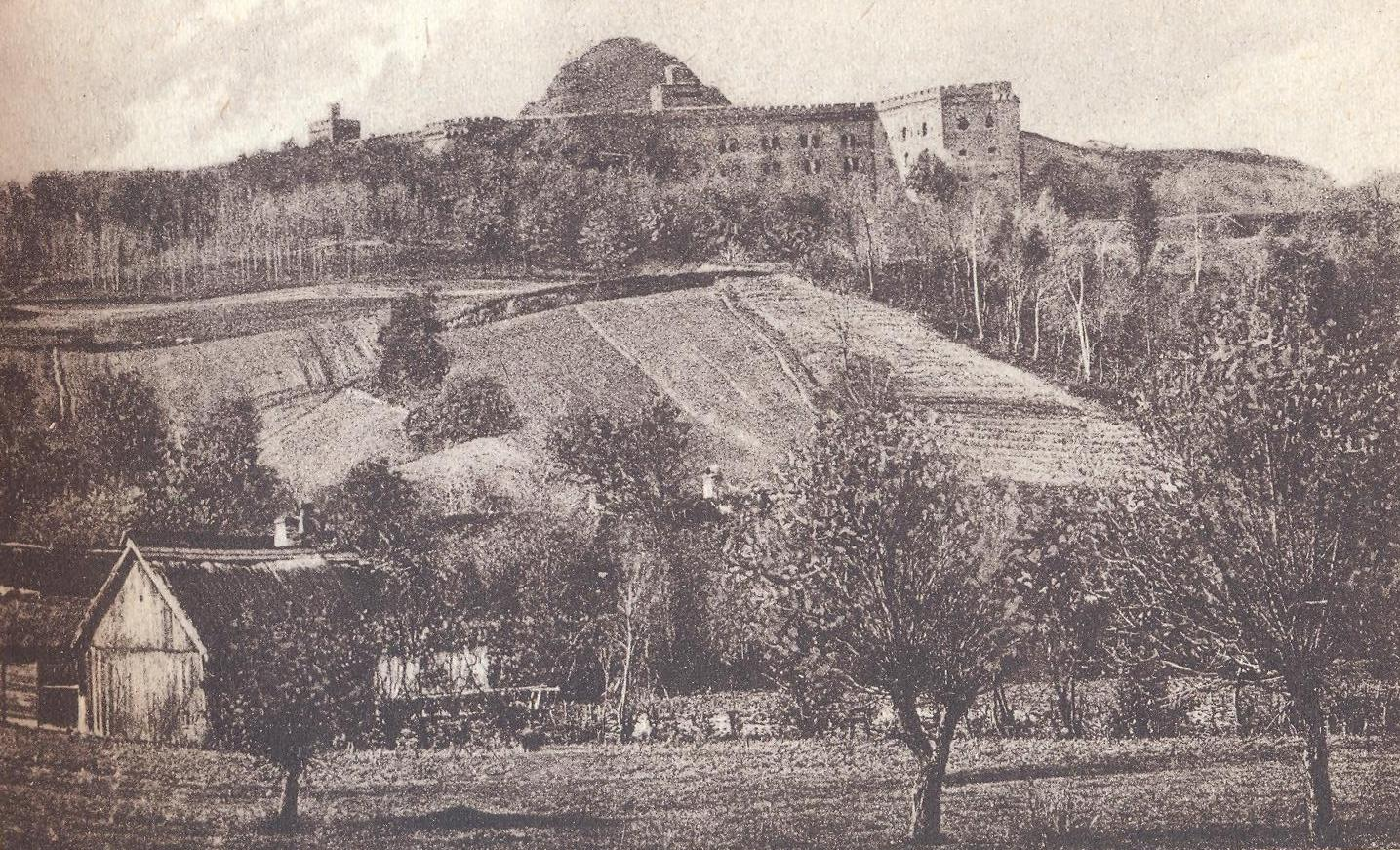
Kopiec Kościuszki, 1930

Dalszej opieki nad kopcem podjął się Komitet Budowy Pomnika Tadeusza Kościuszki. Planowano wznieść wokół niego osadę dla rodzin chłopskich, które brały udział w insurekcji kościuszkowskiej, ostatecznie jednak musiano zrezygnować z tego pomysłu. Kościuszkowska osada rolna miała składać się z czterech gospodarstw chłopskich. Realizując ten plan, nabyto od klasztoru norbertanek 40 mórg ziemi (część terenu darowana została bezpłatnie) i przystąpiono do zakładania pierwszego gospodarstwa. W 1836 r. zamieszkał w nim Kalikst Waligórski, syn kościuszkowskiego żołnierza. Na przeszkodzie pełnej realizacji zamierzenia stanęli jednak Austriacy, którzy w ramach ogólnego fortyfikowania Krakowa zajęli w latach 1850–1856 całe wzgórze i wznieśli wokół kopca silne umocnienia. Problemem stało się utrzymanie kopca, uszkadzanego przez czynniki klimatyczne (wiatr, opady) i zwierzęta polne. W 1846 r. planowano gruntowną renowację, a nawet jego przebudowę w celu poprawy stabilności zboczy. Uniemożliwiła to ostatecznie likwidacja Wolnego Miasta Krakowa i wcielenie go do zaboru austriackiego.
Prowadzona polityka germanizacji, zwłaszcza po wydarzeniach Wiosny Ludów, polegała m.in. na likwidacji lub umniejszaniu znaczenia pamiątek polskości. Także działania zmierzające do przekształcenia Krakowa w twierdzę nie ominęły kopca Kościuszki. W 1850 r. jego teren z najbliższym otoczeniem został przejęty przez władze wojskowe, które postanowiły otoczyć Kraków pierścieniem fortyfikacji. Wokół kopca zbudowano fort cytadelowy 2 „Kościuszko”. Jego budowę zakończono w 1854 r. Wyrażono jednak zgodę na swobodny dostęp do kopca od wschodu do zachodu słońca, z wyjątkiem okresu mobilizacji. W 1860 r. na szczycie umieszczono granitowy głaz z napisem: „Kościuszce”.
Podczas I wojny światowej Austriacy usunęli kamień pamiątkowy i urządzili na szczycie kopca punkt obserwacyjny. Po odzyskaniu niepodległości budowla stała się znów dużą atrakcją i osobliwością Krakowa, celem wycieczek. W 1937 r. wzniesiono w pobliskim Lesie Wolskim czwarty kopiec Józefa Piłsudskiego. Hitlerowscy okupanci planowali zniwelowanie kopca Kościuszki jako symbolu polskości. Podczas zajmowania Krakowa kopiec był punktem obserwacyjnym i siedzibą dowództwa wojsk radzieckich.
Po II wojnie światowej przystąpiono do niszczenia poaustriackiego fortu, motywując to potrzebą pozyskania materiałów budowlanych, jak i zatarcia śladów obecności zaborcy. Prace rozbiórkowe trwały do 1957 r. (zdołano wyburzyć zachodnią część fortu), jednak wskutek protestów miłośników zabytków i specjalistów, jak również nieopłacalności całego przedsięwzięcia, zrezygnowano z tych działań. Pojawiły się różne koncepcje zagospodarowania terenu. W 1977 r. w odrestaurowanej części fortu uruchomiono hotel, na początku lat 90. XX wieku fort stał się również siedzibą radia RMF FM, a także sieci związanych z tym radiem, czyli RMF Classic, RMF Maxxx.

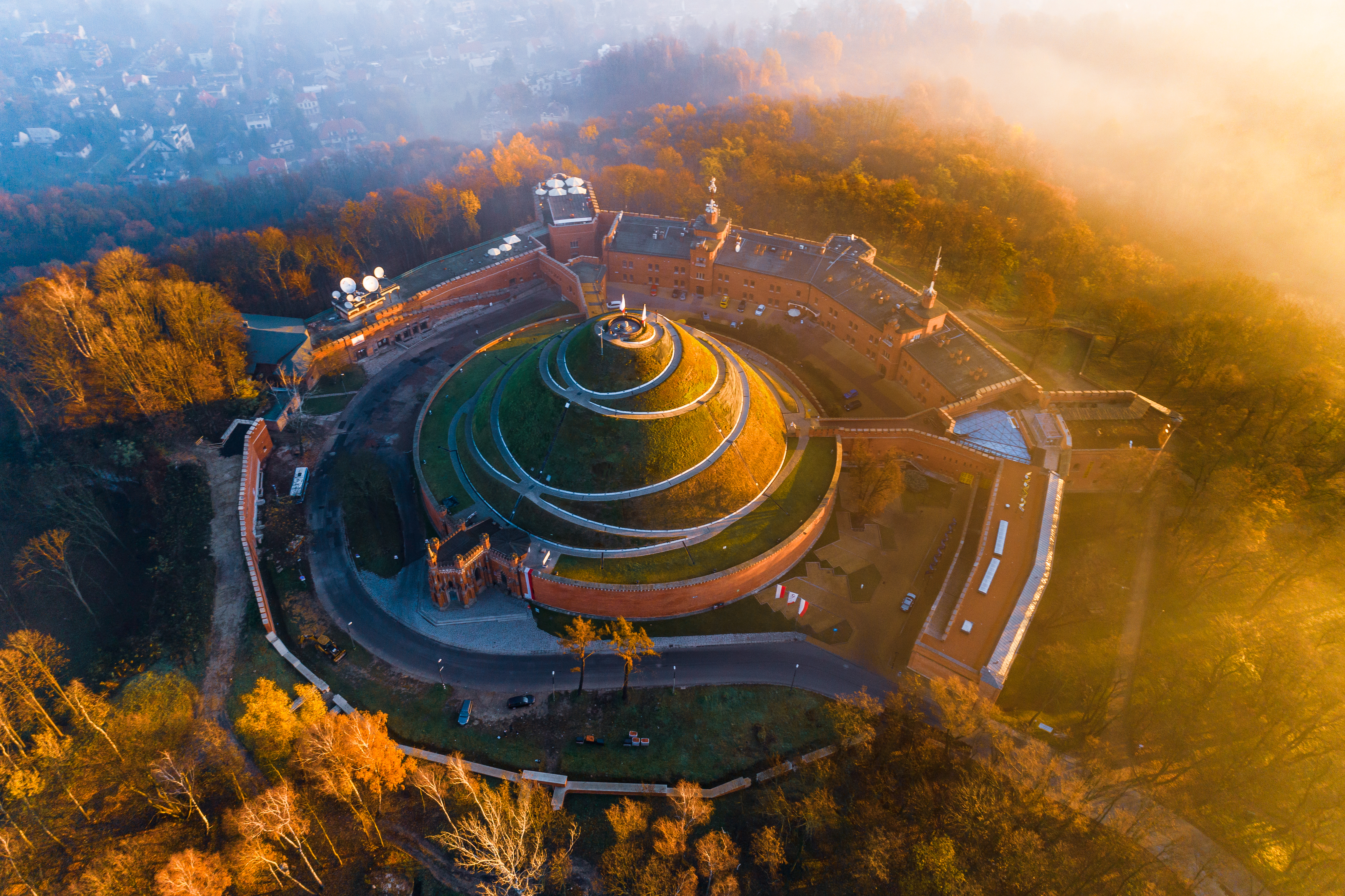
Kopiec Kościuszki, 2018

Na skutek potężnych ulew w 1997 r. kopiec uległ poważnemu uszkodzeniu. W celu ratowania wzgórza powołano Komitet Honorowy Ratowania Kopca Kościuszki, który zbierał pieniądze na remont. Koszt odnowienia kopca wyniósł 14,7 mln zł. Kopiec udostępniono z powrotem zwiedzającym 10 listopada 2002 roku.
W 2013 roku ukończono prawie dwuletnią restaurację zabytkowej kurtyny I-V Fortu nr 2 „Kościuszko” - czyli murów obronnych przylegających do Bastionu V i Kaponiery. Dodatkowo między murami fortu powstało centrum konferencyjno-wystawiennicze.

## Kopiec w liczbach
- Wysokość kopca: 35,54 m
- Wysokość kopca nad poziomem morza: 330,14 m
- Wysokość kopca nad poziomem Wisły: 131,14 m
- Średnica kopca: 73,25 m
- Średnica kopca z wałem oporowym: 90,7 m
- Średnica platformy widokowej: 8,5 m
- Objętość kopca: ok. 167 000 m³
- Stopień nachylenia: 46° – 51°

## Galeria

### Widoki kopca

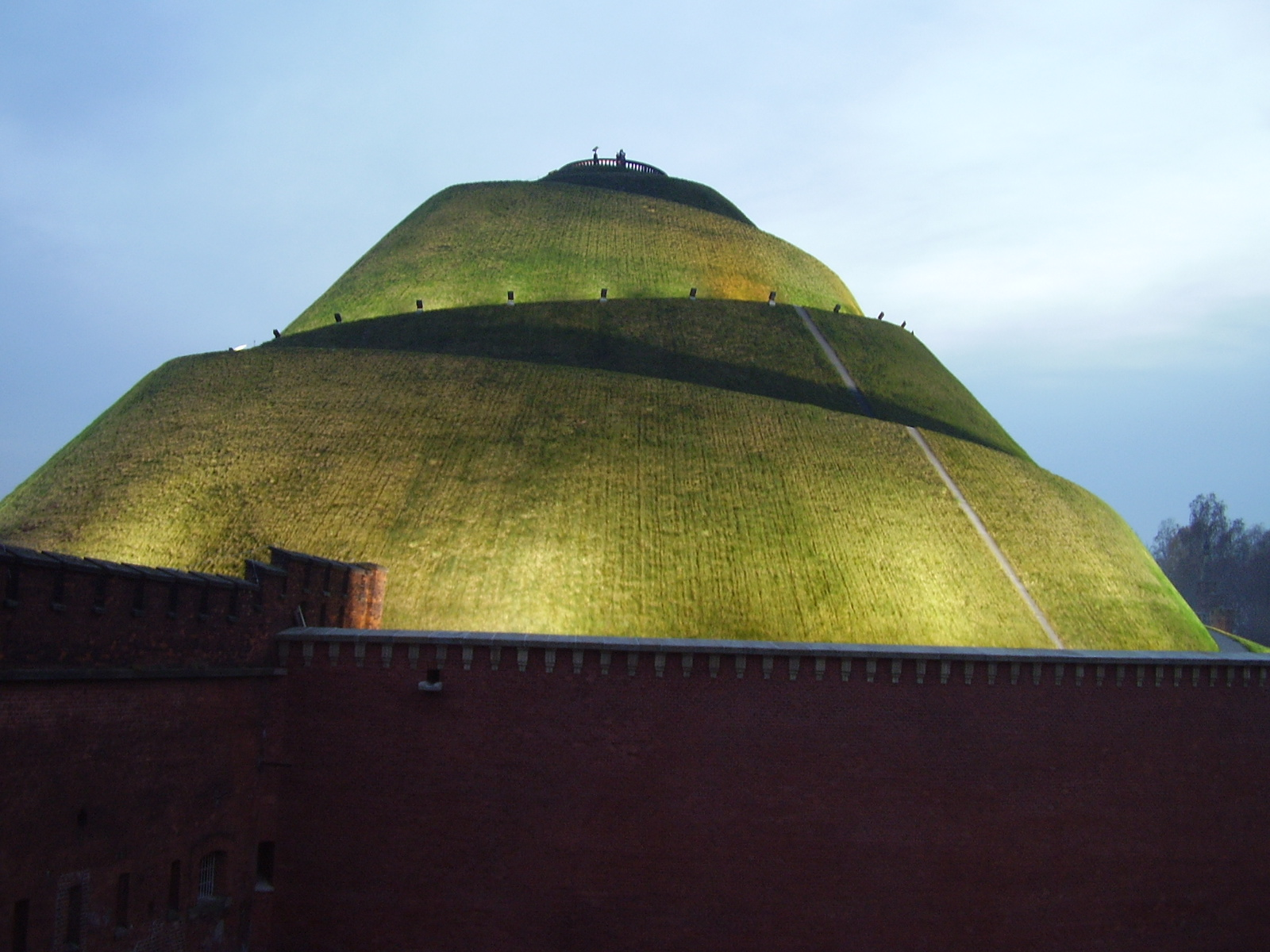
Kopiec Kościuszki wieczorem (2006)
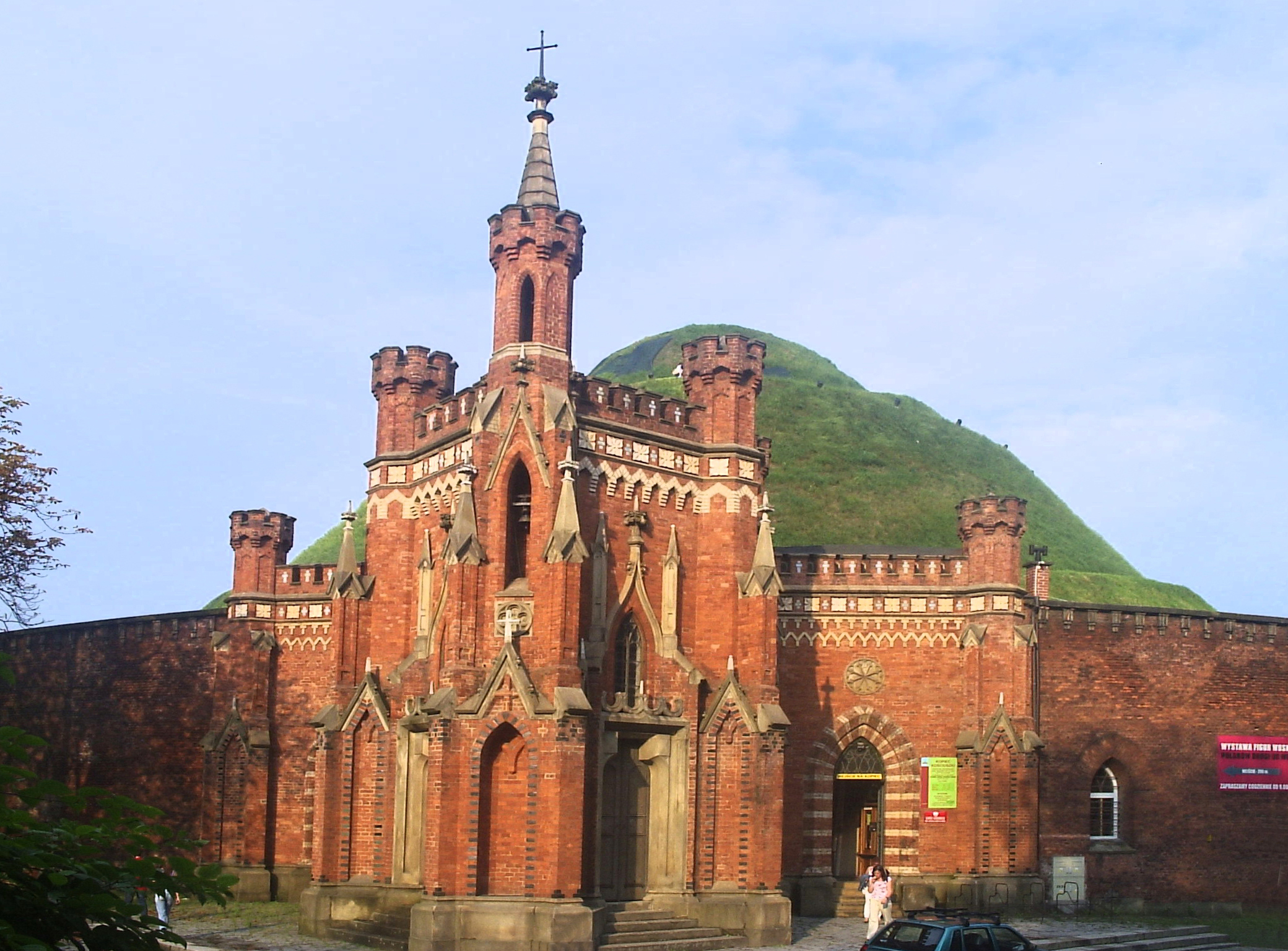
Kopiec Kościuszki z kaplicą bł. Bronisławy
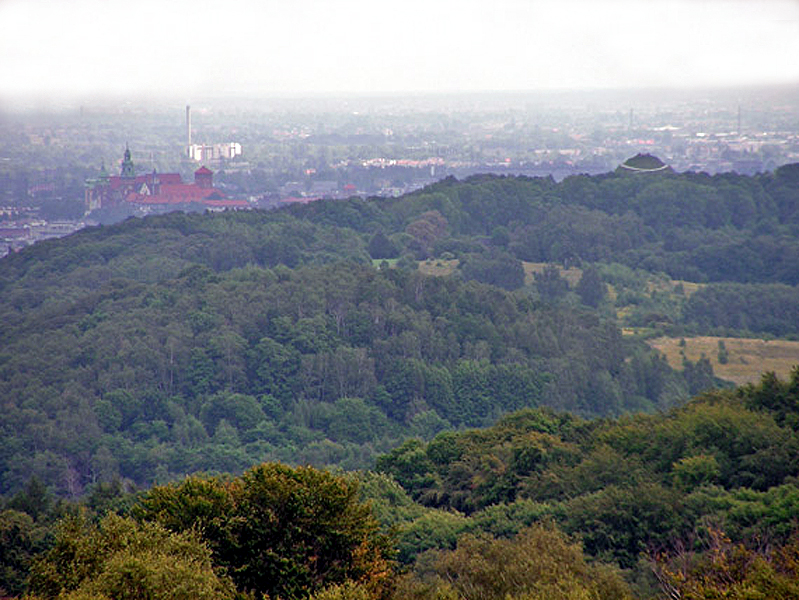
Wawel i Kopiec Kościuszki widziane z Kopca Piłsudskiego
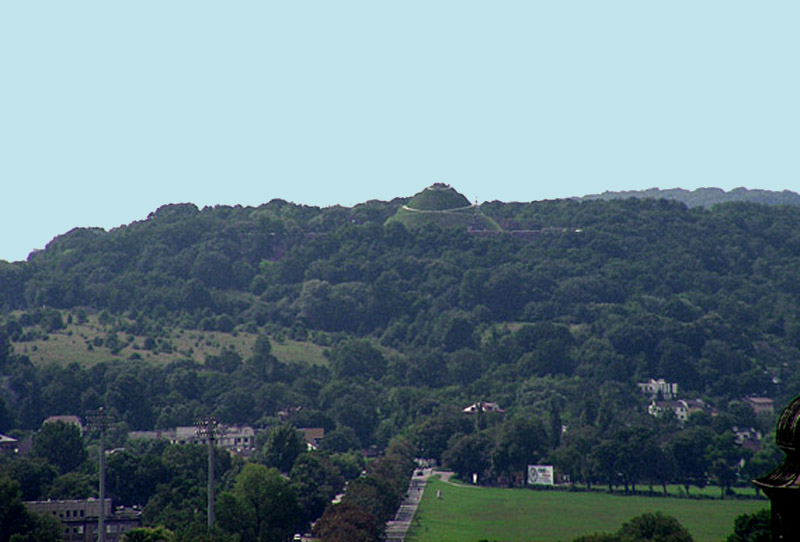
Kopiec Kościuszki widziany z wieży Mariackiej
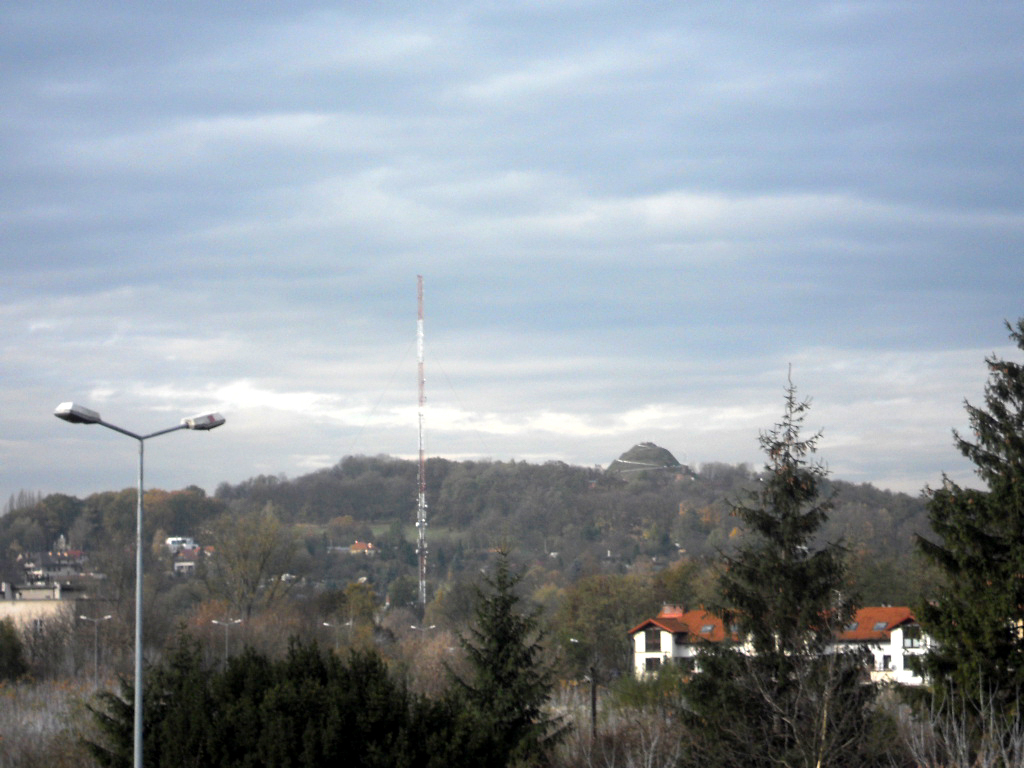
Widok na Kopiec Kościuski z Kopca Jana Pawła II
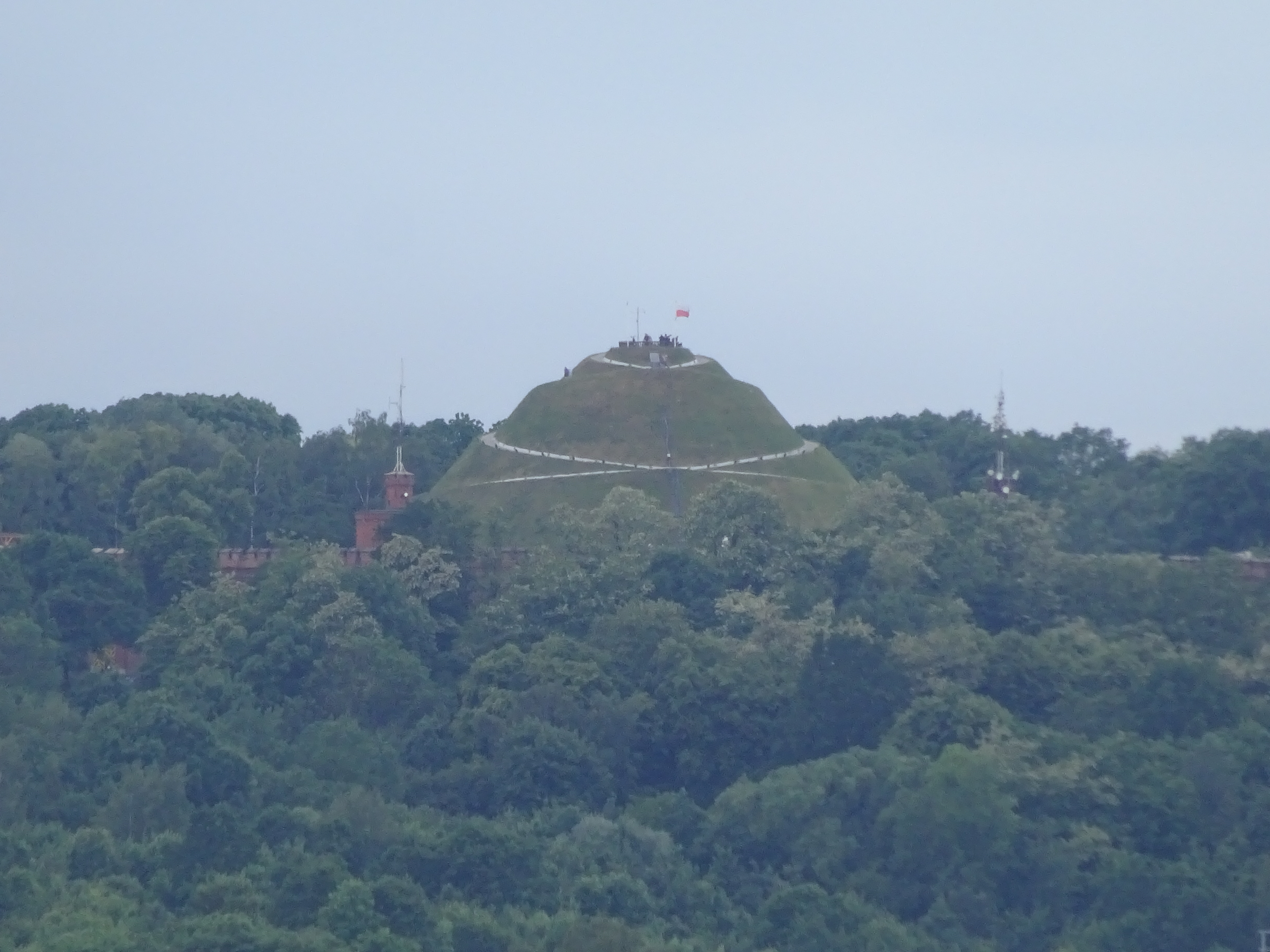
Widok na Kopiec Kościuszki z Wawelu
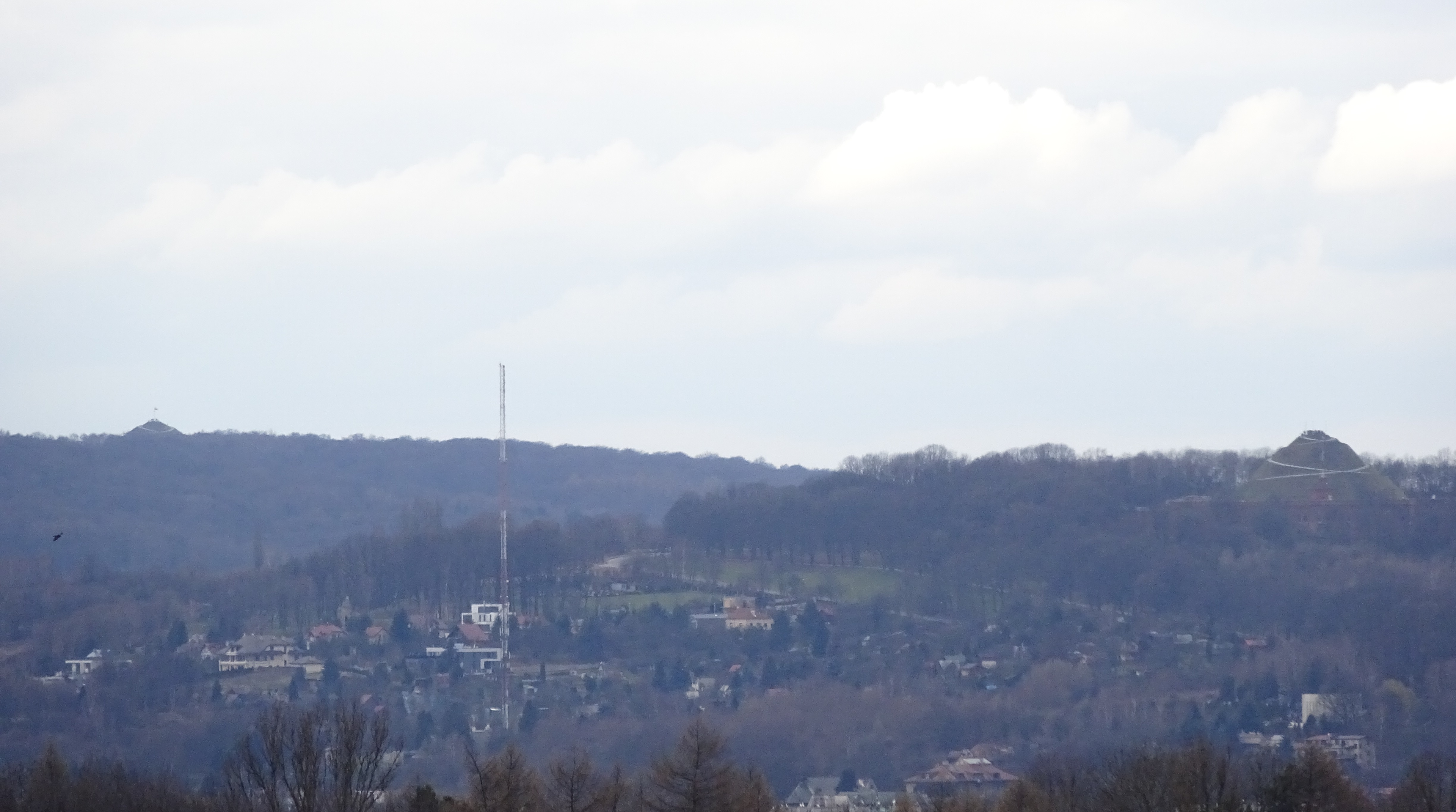
Kopiec Kościuszki (po prawej) i Kopiec Piłsudskiego widziane z Kopca Kraka
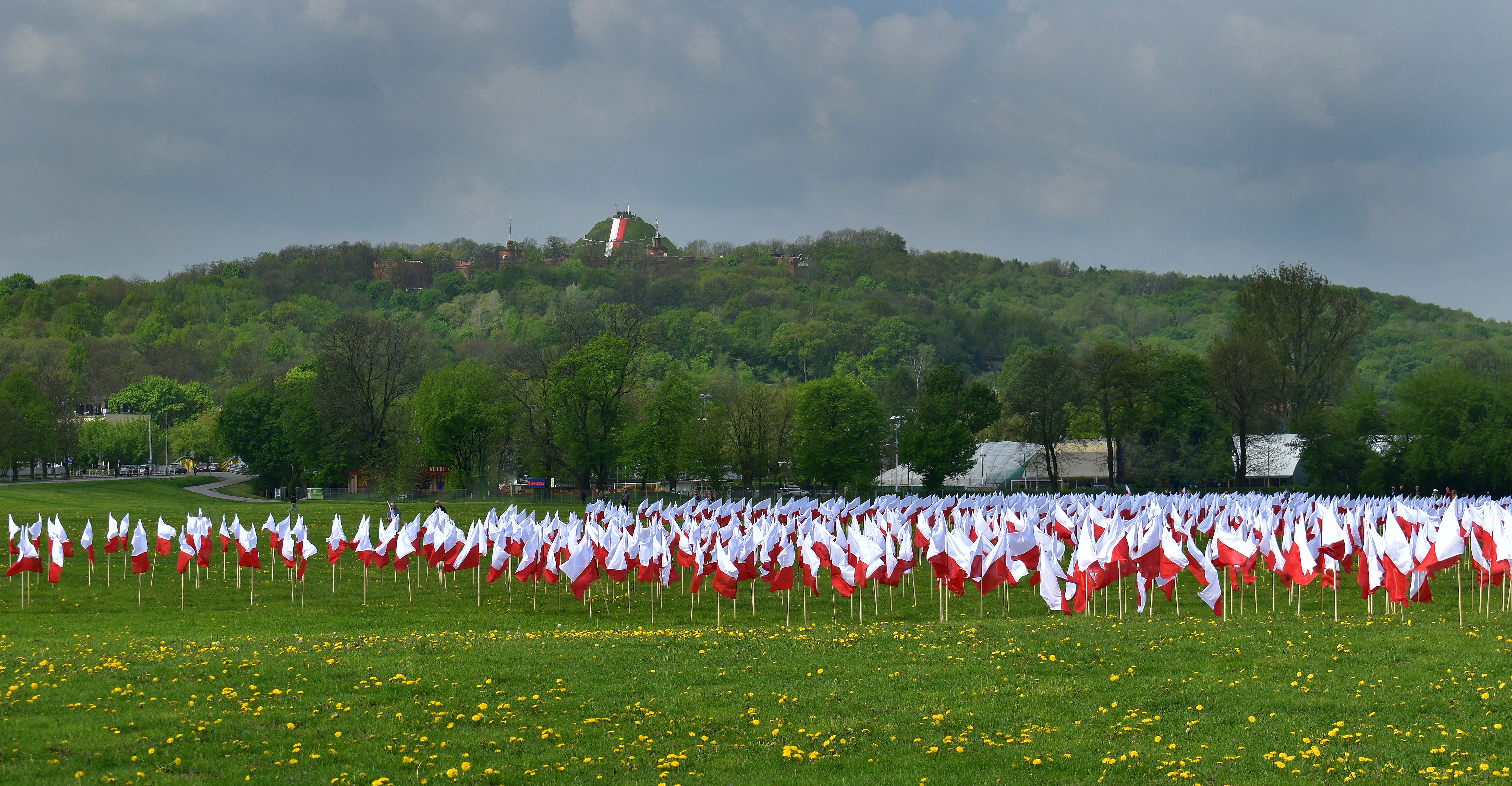
Kopiec widziany z Błoń, Dzień Flagi Rzeczypospolitej Polskiej, 2 maja 2019
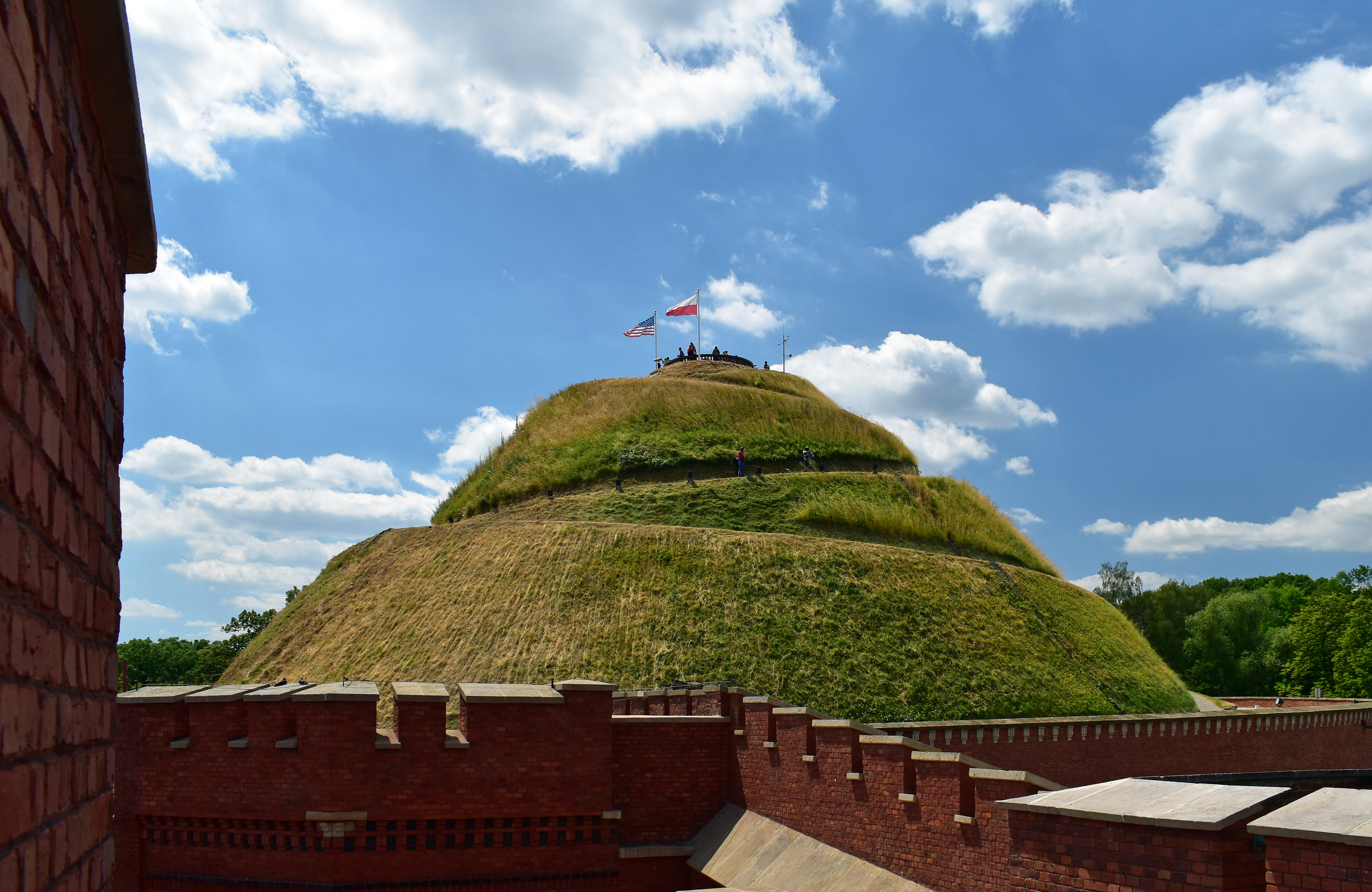
Kopiec 4 lipca 2019 w Dzień Niepodległości Stanów Zjednoczonych
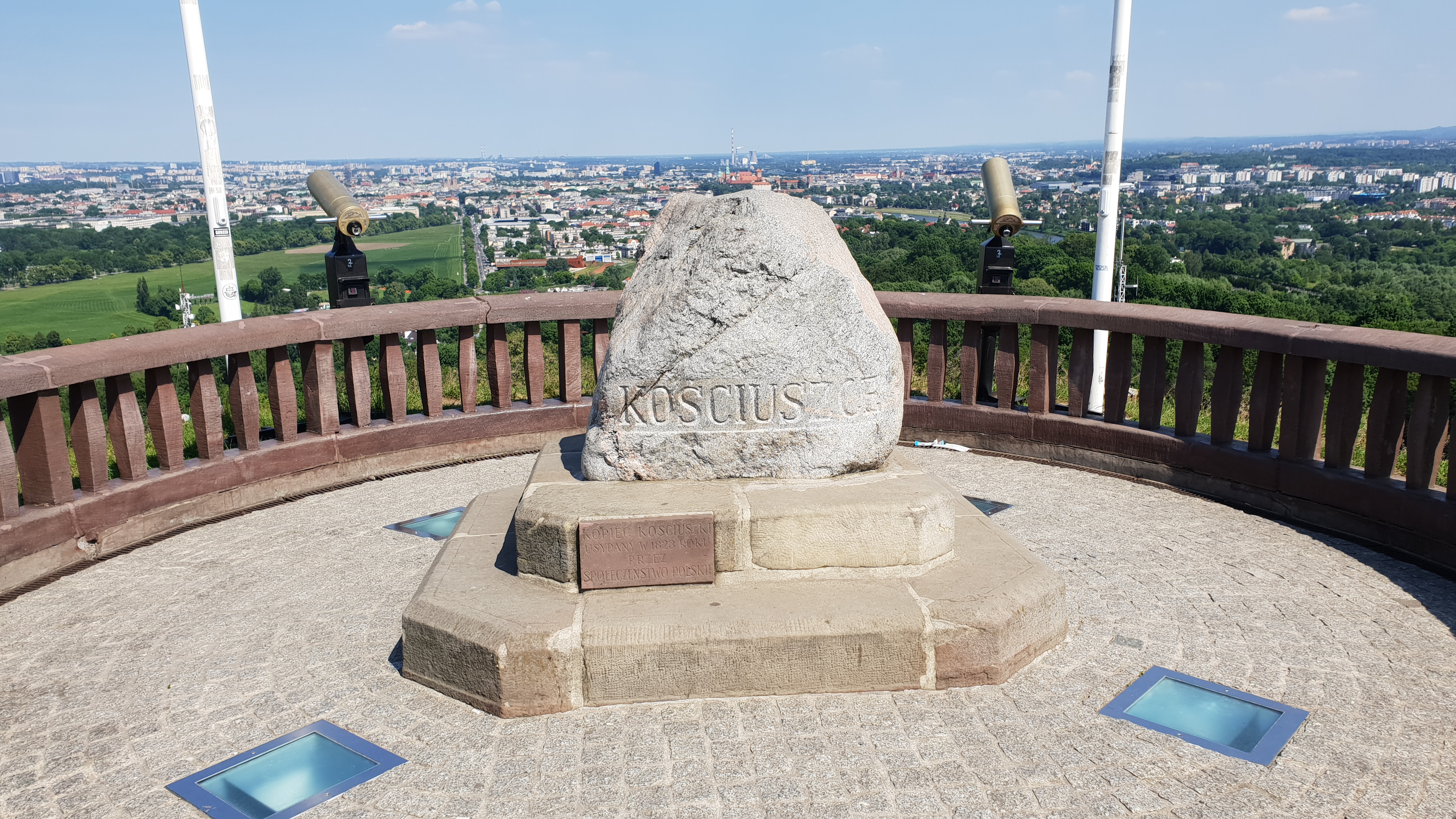
Szczyt Kopca Kościuszki
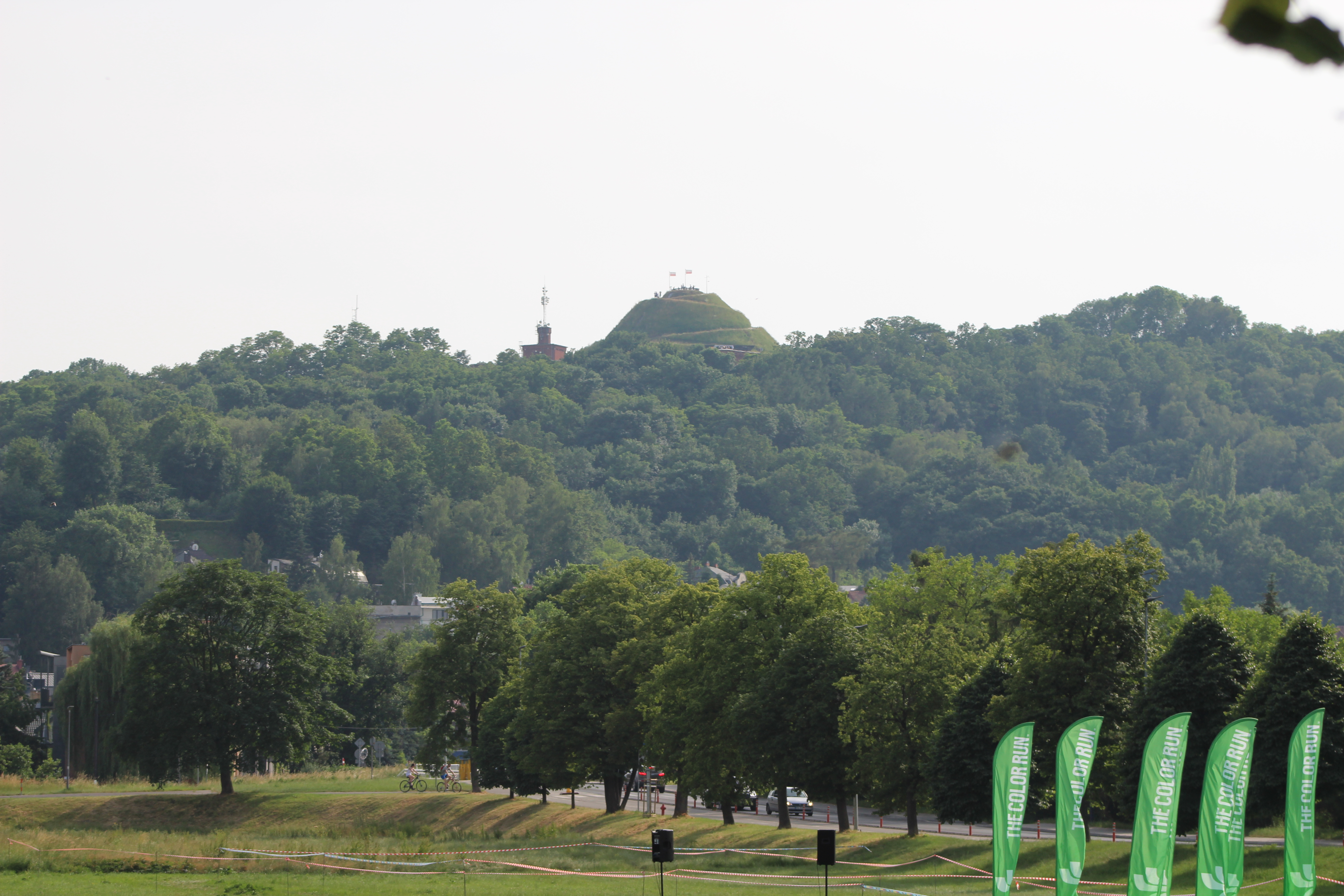
Kopiec Kościuszki od strony Alei 3 Maja
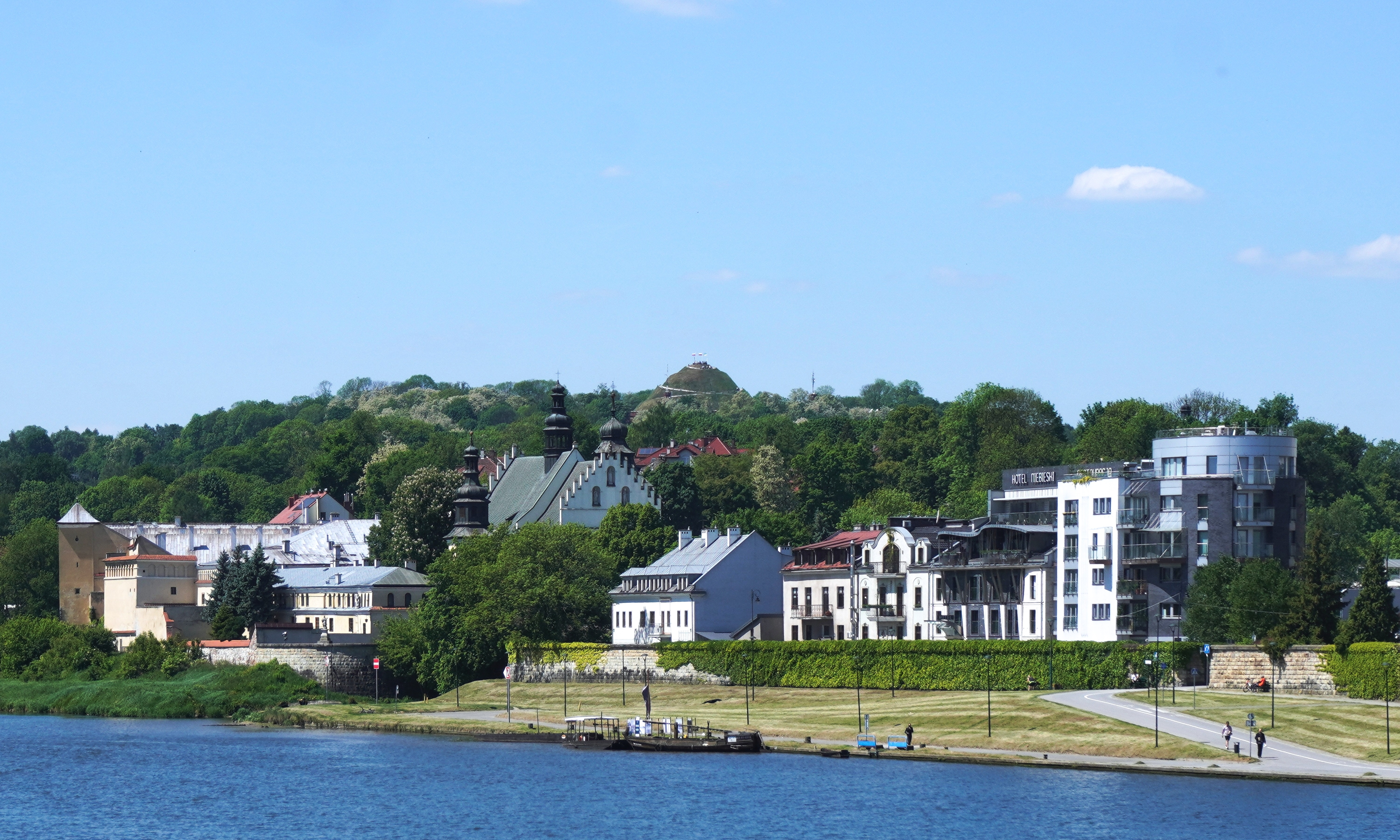
Kopiec widziany od strony Wisły, na pierwszym planie zabudowania Półwsia Zwierzynieckiego i kompleks klasztorny norbertanek

### Tablice pamiątkowe

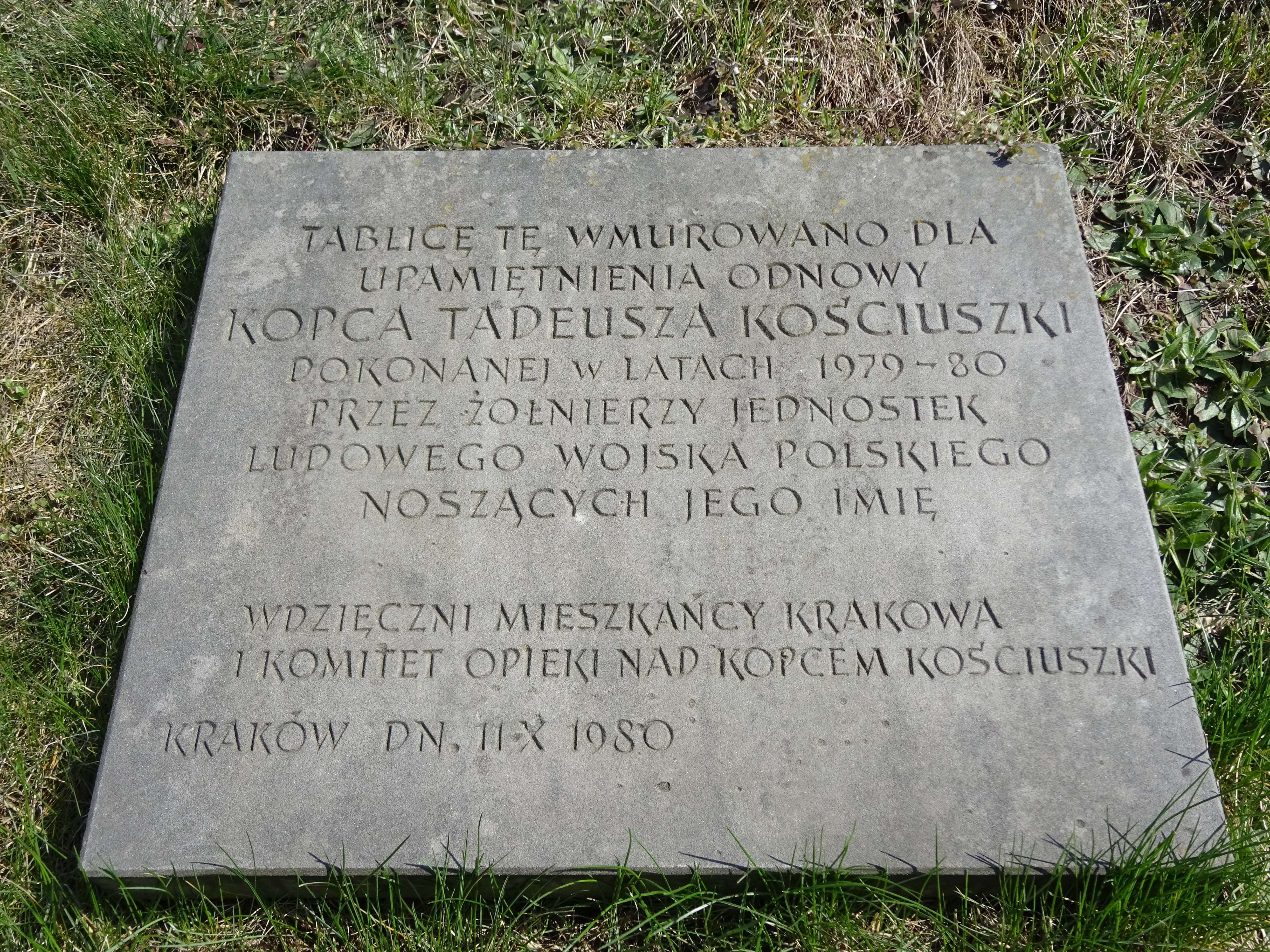
Tablica upamiętniająca odnowę kopca w latach 1979–1980
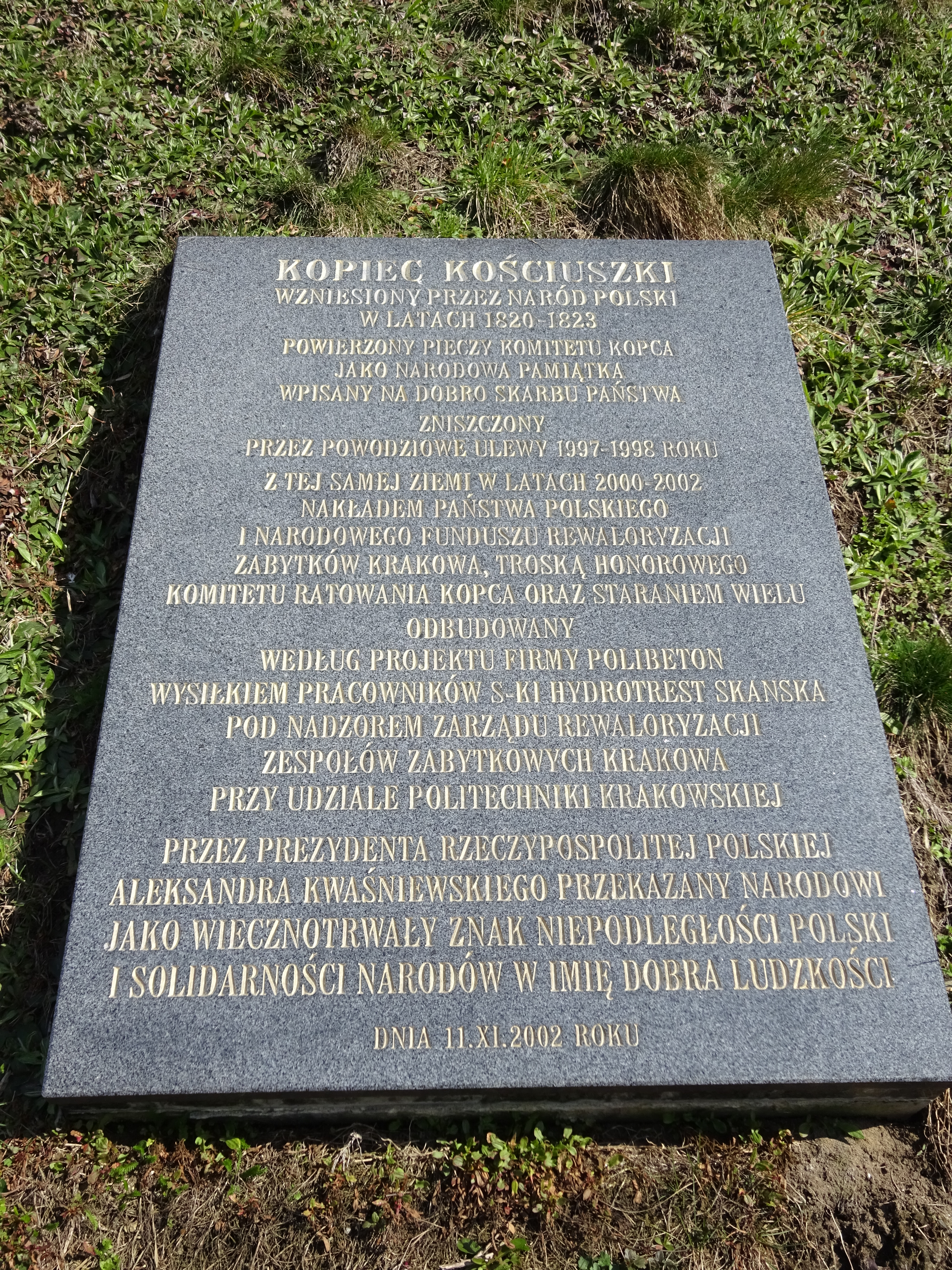
Tablica upamiętniająca remont kopca po zniszczeniach spowodowanych ulewami z 1997 roku
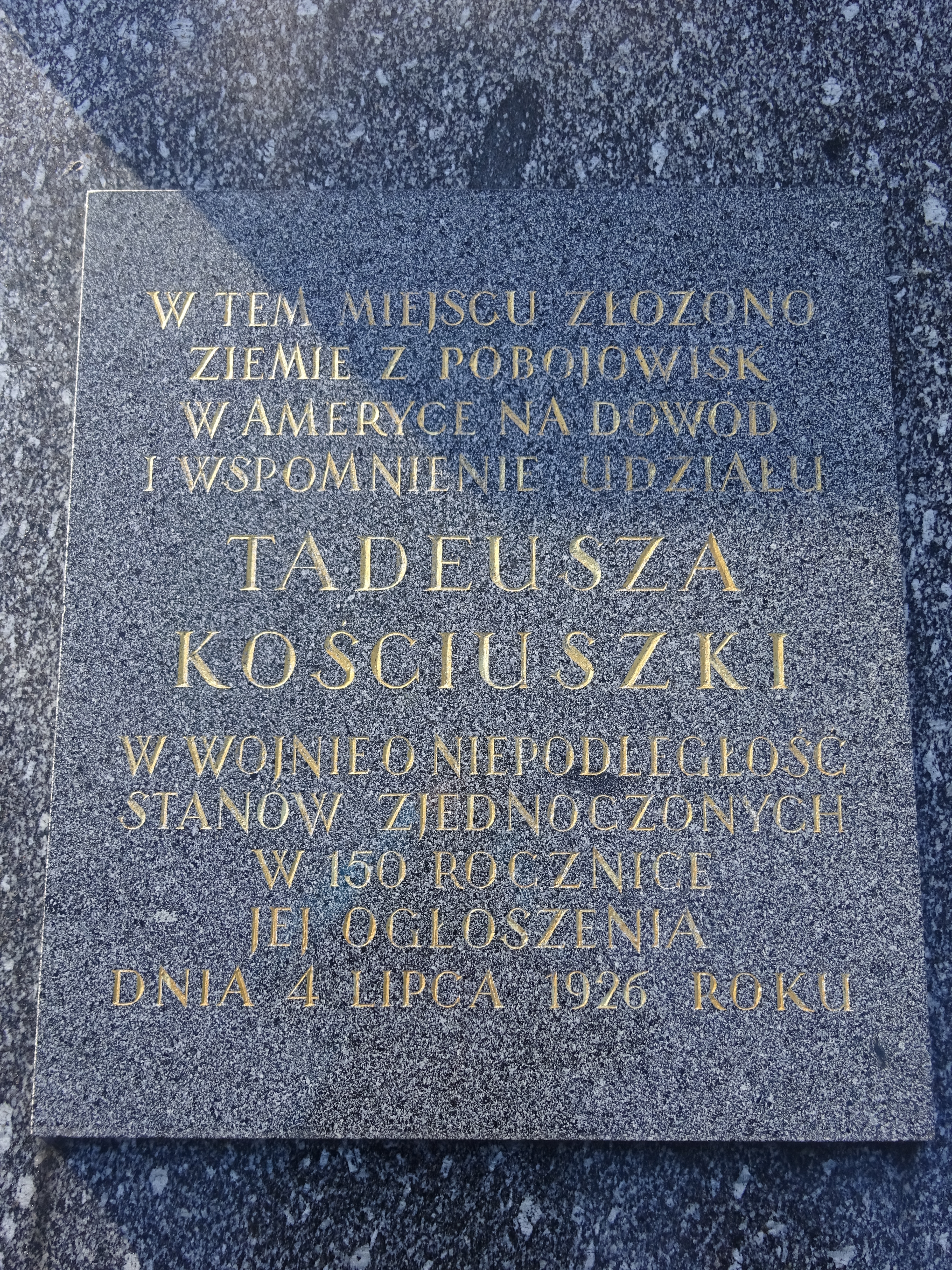
Tablica informująca o złożeniu w tym miejscu ziemi z pobojowisk, na których walczył Tadeusz Kościuszko o niepodległość Stanów Zjednoczonych
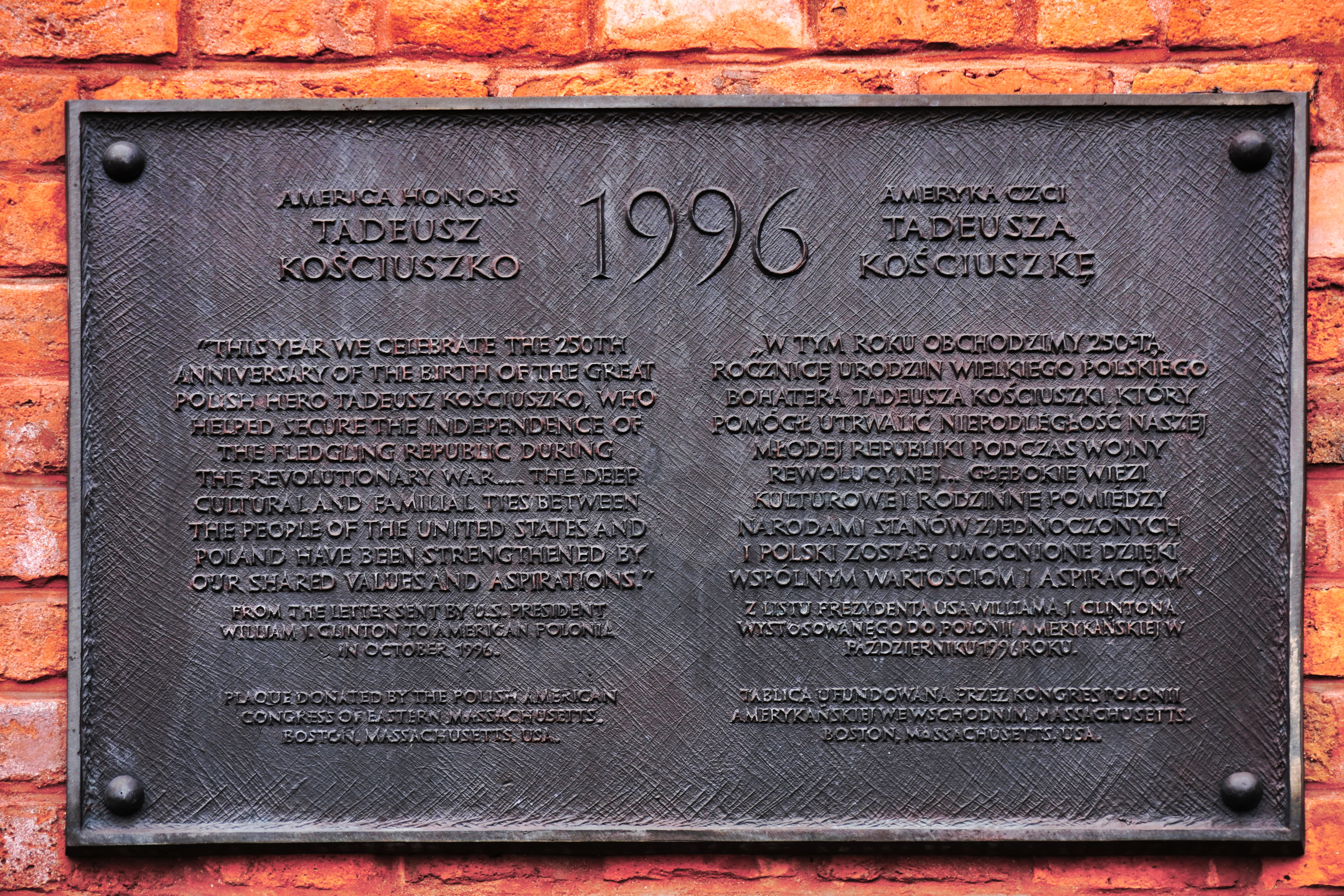
Tablica pamiątkowa poświęcona Tadeuszowi Kościuszce, odsłonięta w 1996 roku
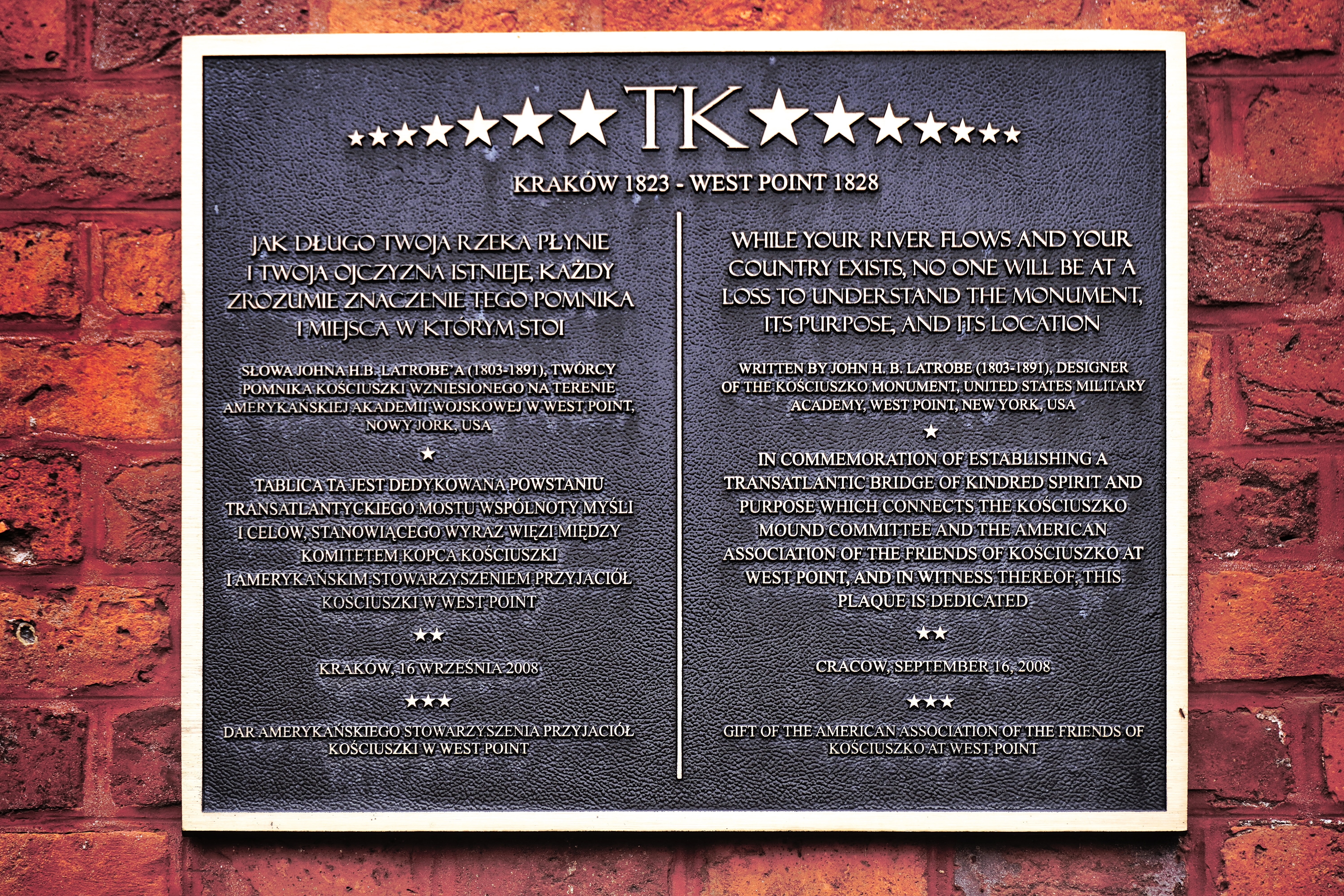
Tablica pamiątkowa, odsłonięta w 2008 roku

### Inne

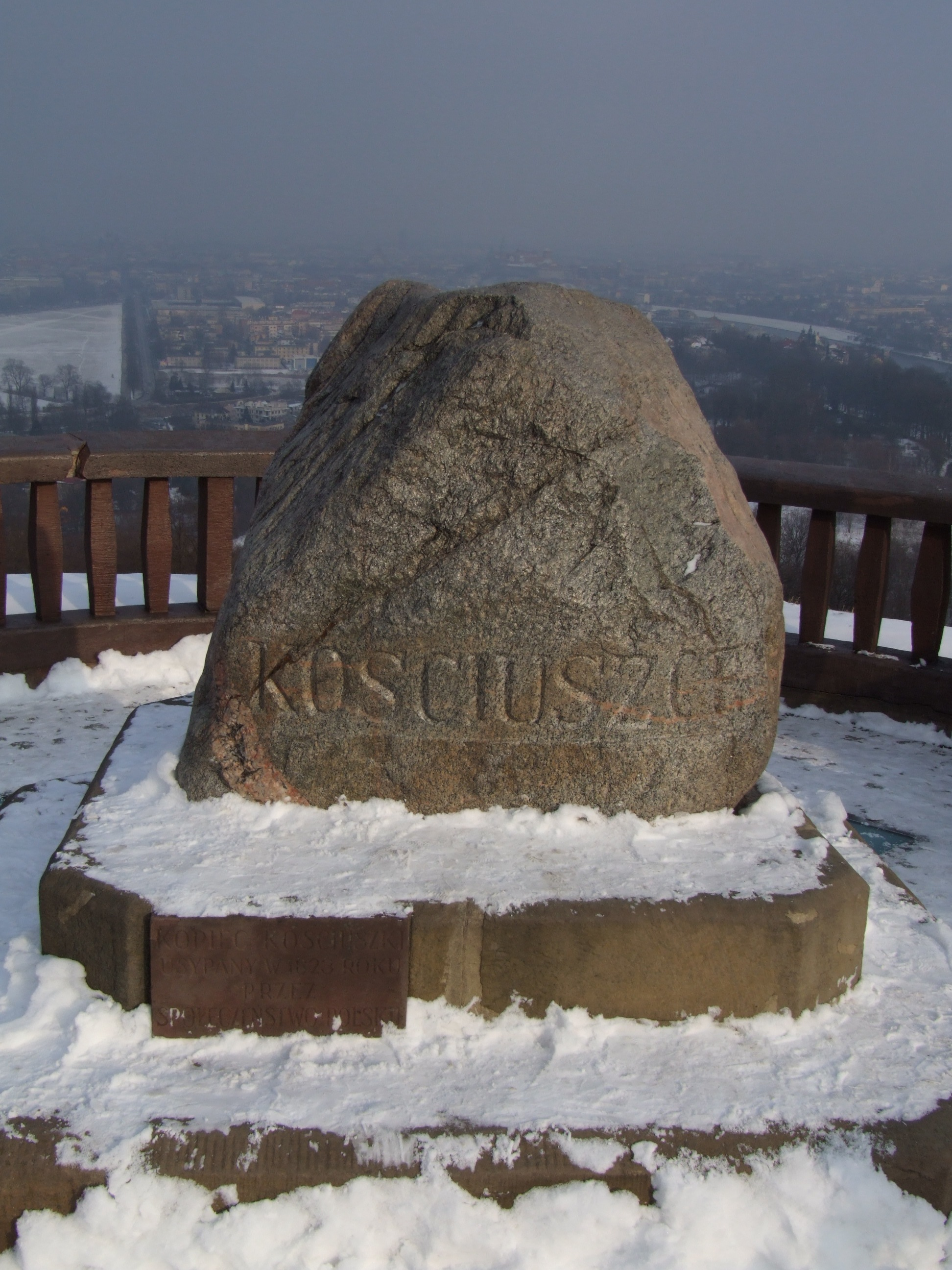
Pomnik na kopcu Kościuszki
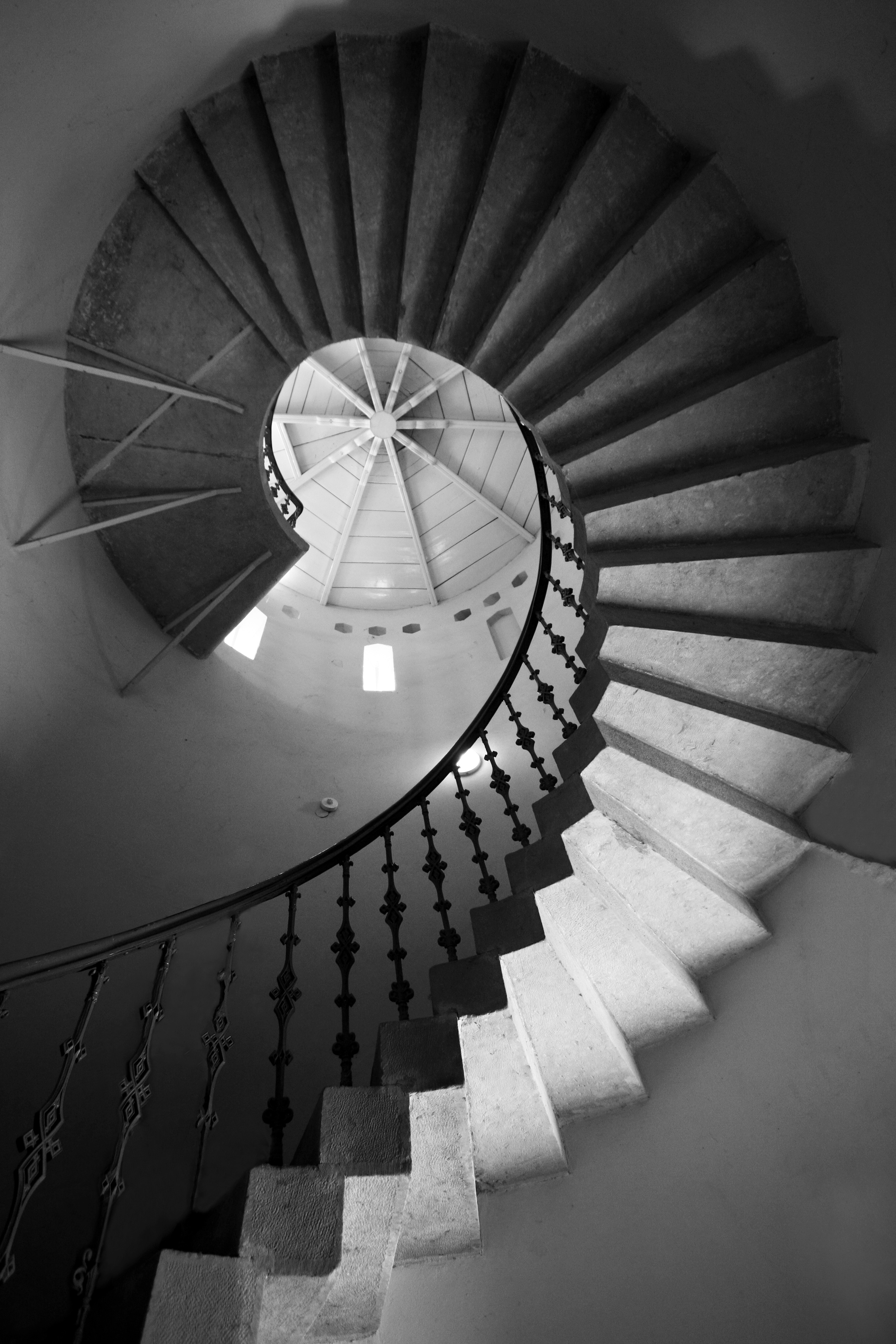
Kręcone schody w baszcie prowadzące na kopiec
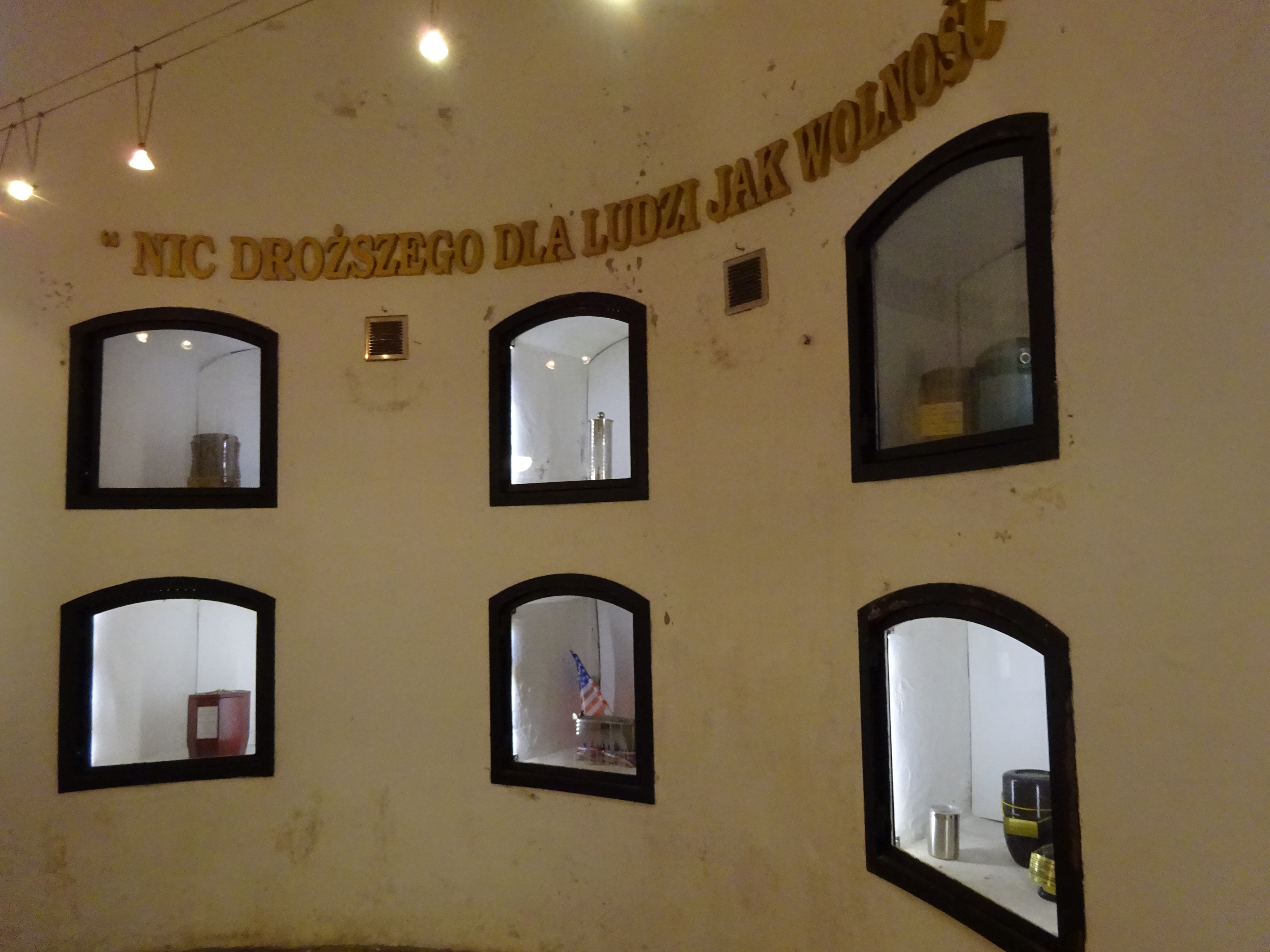
Gabloty z pustymi urnami, po złożonej w Kopcu Kościuszki ziemi w dawnej zakrystii kaplicy bł. Bronisławy